# 大蘭德格山

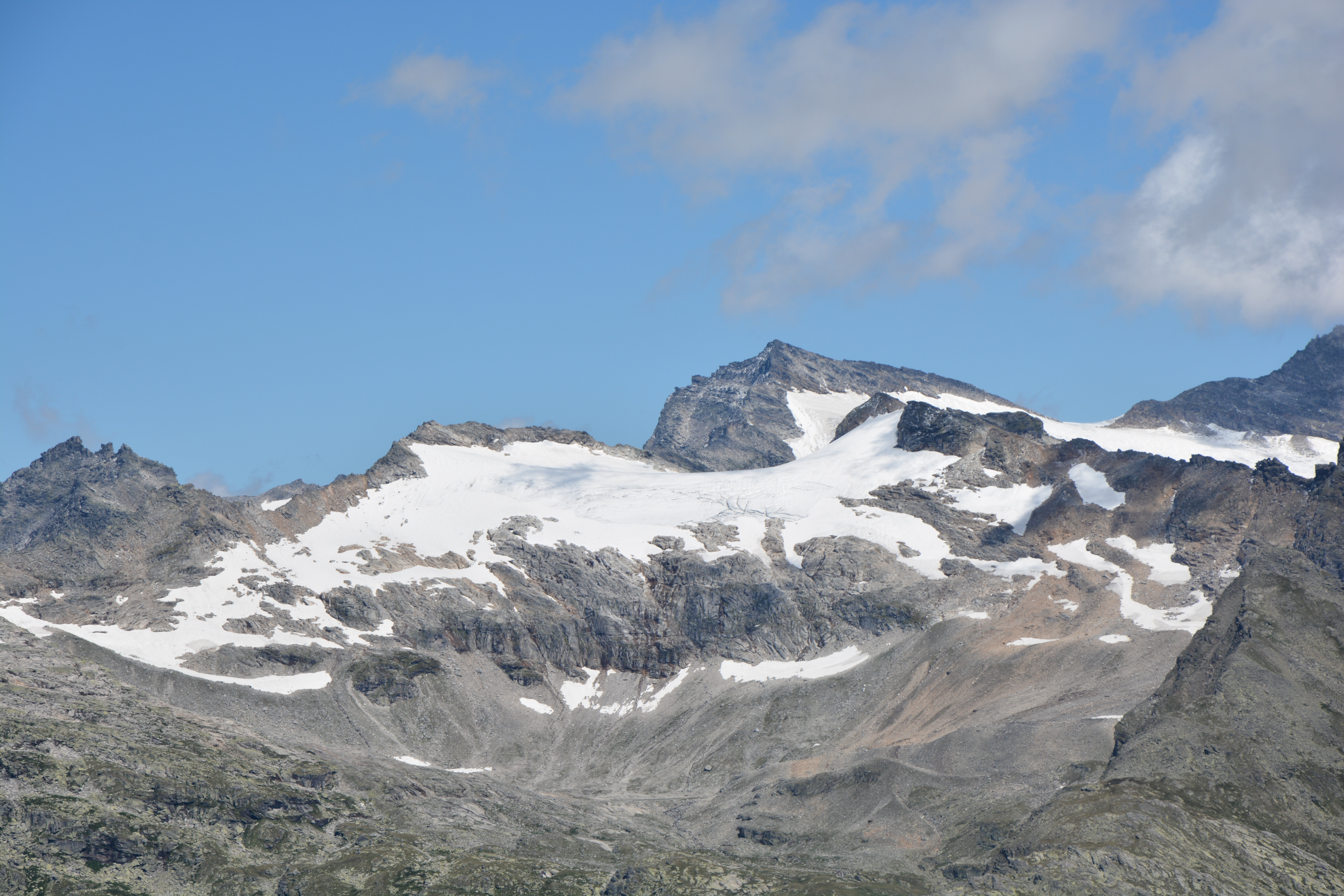

47°08′10″N 12°33′59″E / 47.136122°N 12.566477°E
大蘭德格山（德語：Großer Landeggkopf），是奧地利的山峰，位於該國中部，處於薩爾茨堡州和蒂羅爾州接壤的邊界，屬於格拉納特山脈的一部分，海拔高度2,900米，每年平均降雨量2,073毫米，人類在1908年7月10日首次登頂。